# Toghtschi-Viertel
Das Toghtschi-Viertel (persisch محله طوقچی Mahalle je Toghtschi, IPA:mæhællɛ jɛ toɢt͡ʃi) ist ein Stadtviertel im Norden Isfahans mit antikem Ursprung. Vor der Islamisierung des Perserreiches befand sich das Viertel außerhalb der Stadt in der Nähe des Jahudije-Tors. Nach der Invasion der Araber ins Perserreich und während der Eroberung Isfahans wurden einige Gefallene des Islamischen Heeres in dieser Gegend begraben. Während der Herrschaft der Buyiden-Dynastie expandierte Toqtschi innerhalb seiner Befestigung und ein Tor westlich des Friedhofs des Viertels erbaut. Im Laufe der Zeit wurde der Friedhof vergrößert und insbesondere im 9. und 10. Jahrhundert namhafte Persönlichkeiten beigesetzt. Der Friedhof ist der zweitgrößte Isfahans nach dem Tacht-e-Fulad-Friedhof.